# Kelenken guillermoi
Kelenken guillermoi es una especie extinta de ave cariamiforme de la familia Phorusrhacidae o aves del terror. Es el ave predadora conocida más grande de la historia. Vivió en el Mioceno, hace unos 15 millones de años.

## Características
Midió más de tres metros de altura, su cabeza (incluyendo el pico) llegó a medir más de 70 cm de longitud, siendo el ave conocida con el cráneo más grande, llegaban a pesar los 160 kilogramos. Kelenken era ágil y podía cazar y devorar roedores, reptiles y pequeños mamíferos; las crías de estas aves alcanzaban los 80  km/h pero los adultos sólo llegaban a los 40 km/h.

## Registro fósil
Su fósil fue encontrado en la Patagonia, concretamente en la estación de tren de Comallo, cerca de la ciudad de Bariloche, Argentina por Guillermo Aguirrezabala. Los restos constan de un cráneo y fragmentos de un pie y de una pata y se encuentran en el Museo Paleontológico de Bariloche. Antes del descubrimiento de su cráneo, los científicos interpretaban las cabezas de las grandes aves del Cenozoico como versiones a mayor escala de las de las aves de menor tamaño. Los huesos de la pata y el pie tienen un parecido superficial con los del ñandú, un ave no voladora actual de América del Sur.